# ماركوس موراليس توريس
ماركوس موراليس توريس (بالإسبانية: Marcos Morales Torres)‏ هو سياسي مكسيكي، ولد في 26 نوفمبر 1944 في مدينة مكسيكو في المكسيك. حزبياً، نشط في حزب الثورة الديمقراطية. وقد انتخب عضو مجلس النواب المكسيك.